# الخطيئة (رواية)
الخطيئة: رواية، والمعروفة أيضًا باسم الخطايا، هي رواية سياسية تاريخية عام 1973 كتبها الفنان الفلبيني الوطني فرانسيسكو سيونيل خوسيه. يعرض هذا العمل الأدبي الخاص تاريخ الفلبين، الذي يمتد في معظمه إلى القرن العشرين، من خلال عيون اللاأخلاقي دون كارلوس كوربيلو، وهو بطريرك ثري معروف.